# Raúl Flores Canelo
Raúl Flores Canelo (Monclova, Coahuila, México, 19 de abril de 1929 - 3 de febrero de 1992) bailarín, escenógrafo, coreógrafo y diseñador. Fue uno de los artistas mexicanos más importantes del siglo XX, cuya obra es reconocida a nivel Internacional. De las principales aportaciones se encuentra la introducción de la "mexicanidad" y del nacionalismo crítico en la Danza contemporánea, convirtiéndose en uno de sus grandes pilares e innovadores. Por otro lado fue fundador del Ballet Independiente en el año de 1966, una de las compañías de danza más importantes de México.

## Formación
Estudió Artes plásticas en la Universidad de Arizona (E.U.A.) y en la Academia de San Carlos (México). Más tarde decide dedicarse a la danza, y estudia un periodo en la Academia Mexicana de la Danza, en 1951 ingresa al Ballet Nacional de México 1953-1966 donde fue coreógrafo y bailarín solista. Durante su formación tuvo maestros como: Ana Mérida, Guillermina Bravo, Xavier Francis, Marcelo Torreblanca, José Limón, Lucas Hoving, Ana Sokolow, David Wood entre otros.
En 1951 se integró al Ballet Nacional de México, compañía dirigida por Guillermina Bravo, a quien Flores Canelo reconoce como su gran maestra, y quien a su vez le dio las bases para convertirse en uno de los más importantes bailarines de la danza contemporánea; la compañía fungió como su escuela y hogar hasta 1966, en ella debutó como bailarín con el número “Recuerdo a Zapata”; además de participar como escenógrafo y coreógrafo de la compañía.
El trabajo de Raúl Flores Canelo podría resumirse de la siguiente manera: fue integrante de la famosa gira de 1957 con Ballet Nacional de México por diversos países, la cual tuvo un gran éxito y dio a la danza contemporánea mexicana un gran reconocimiento a nivel internacional. Su primer coreografía llevaba el nombre de "Pastorela", la obra duró mucho tiempo en el repertorio del Ballet Nacional, se trataba de una remembranza de las pastorelas que había presenciado de niño, además de reflejar cierta influencia china pues, acababa de volver de una gira por aquel país; también fue solista de la Compañía Oficial del INBA, esto de 1959 a 1961, solista y Coreógrafo del Ballet Nacional de 1961 a 1966, en 1965 viajó -becado por la fundación Ford- a Estados Unidos para estudiar danza, a su regreso en 1966 funda el Ballet Independiente compañía que logró consolidarse tanto a nivel nacional como internacional,  en ella Flores Canelo desempeñó la labor de director, coreógrafo, bailarín, escenógrafo. Iluminador, vestuarista, y hasta barrendero. Recibió el Premio Nacional de Danza José Limón (1990), máximo reconocimiento de danza en México.

## Participación en Ballet Independiente
En 1966 Funda el Ballet Independiente en conjunto con Raúl Aguilar, Graciela Henríquez, Anadel Lynton, Elsie Contreras, Rosa Pallares, Valentina Castro, Gladiola Orozco- quien además de ser bailarina se encargó por algún tiempo de la administración de la compañía- y Freddy Romero.  Fue tal el empeño que pusieron en la compañía, que Ballet Independiente a escaso tiempo de su fundación consiguió participar en la temporada anual de las compañías profesionales en el Teatro del Palacio de Bellas Artes con gran éxito.
Con la creación del Ballet Independiente Raúl Flores Canelo tuvo la intención de renovar la danza mexicana, buscando romper con la solemnidad, llevando la danza al pueblo, creando obras frescas, críticas y de gran contenido Social. Durante esos años en el Ballet Independiente participaron artistas de enorme prestigio como: Anna Sokolow, Juan José Gurrola, Aurora Bosch, Judith Hogan, Michel Descombey, Maya Ramos Smith, Miguel Ángel Palmeros, Efraín Moya, Guadalupe Ramírez, John Fealy, por mencionar algunos. A su muerte la dirección del Ballet Independiente la asume Magnolia Flores.
Su estilo único se adelantó a su época, a tal grado que el investigador y crítico de arte, Alberto Dallal, señaló que mientras otros coreógrafos empezaban a representar obras con simbolismo prehispánico, Flores Canelo ya lo había hecho desde los años sesenta. Sobresalen sus experimentos en torno a una danza que ante todo se convierta en espectáculo crítico, ya sea en contra de la enajenación del hombre en la sociedad capitalista, ya sea en contra de la explotación económica y social.

## Premios, reconocimientos y legado
En el año 1990 fue galardonado con Premio Nacional de danza José Limón, que es el máximo reconocimiento en el sector de la danza en México.
El 15 de julio de 1995 se funda el teatro del Centro Nacional de las Artes, el cual lleva su nombre (Teatro Raúl Flores Canelo).
En el año 2002 surge el "Festival Nacional de Danza Contemporánea Zona Centro Raúl Flores Canelo", el cual lleva su nombre como tributo permanente a la personalidad del Raúl Flores Canelo como uno de los coreógrafos más importantes del siglo pasado en México.
El "Premio Raúl Flores Canelo" en honor al coreógrafo, es otorgado por parte de la Secretaría de Cultura de San Luis Potosí, el Instituto Potosino de Bellas Artes y el Consejo Nacional para la Cultura y las Artes, a través de la Coordinación Nacional de danza del Instituto Nacional de Bellas Artes.
Dentro de su obra se puede mencionar ‘El corrido del güero Velázquez’, ‘Ciclo’, ‘Adán y Eva’, ‘Pastorela’, ‘La anunciación’, ‘La balada de los amantes’, ‘Luzbel’, ‘Ronda’, ‘El Tramoyista’, ‘La Espera’, ‘Presagio’, ‘Queda el viento’, ‘Jaculatoria’, ‘Poeta, ofrenda a López Velarde’, todas ellas cargadas de gran simbolismo dentro de la corriente nacionalista.
Existen otras obras de corte íntimo, obras motivo-introspectivo-biográficas que conllevan una reflexión profunda aunque expuesta de manera sencilla. ‘Solo’, ‘Elegia’, ‘De jaulas y mariposas’, ‘Soliloquio’, ‘Preguntas Nocturnas’, son algunas de ellas.
Por su parte La espera es considerada como una de sus creaciones más importantes y para algunos críticos es señalada como su obra maestra, en donde se conjuga con enorme maestría, la danza, iluminación, vestuario y dramatismo.
La muerte de Raúl Flores canelo ("el Canelo" como le decían cariñosamente) en 1992, conmovió al gremio de la danza. Su convicción fue inquebrantable; su sentido del humor fue su mejor credencial; su honestidad fue su aplomo; su amor a la cultura popular, su alimento.

## Elementos que caracterizan su trabajo coreográfico
La obra de Raúl Flores Canelo es la apuesta por lo propiamente mexicano, por una danza que parte de la realidad del país, de su contexto social, político, cultural y económico; ya que considera que el afán de muchas compañías por ser universales solo ha originado que estas se vuelvan una mala copia de lo que se presenta en el extranjero: "los grupos de danza que han surgido últimamente andan medio perdidos buscando una identidad, pero sin estar ligados a la realidad nacional."
Con la intención de plasmar la realidad mexicana la obra de Flores Canelo se caracterizó por ser colorida en cuanto a vestuario y escenografía, solía usar materiales brillosos como las lentejuelas pues, estas le permitían dibujar y hacer referencia a los espectáculos de carpa que tanto le atraían; asimismo, los colores que Flores Canelo elegía estaban inspirados en la tradición popular, se destaca el uso de tonos chillantes los cuales eran utilizados de manera que conseguían un efecto bello. También, gustaba de mezclar la música culta con la popular: música de Silvestre Revueltas', Carlos Chávez, 'Rafael Elizondo con música de Cuco Sánchez y de la '''Sonora Santanera'''; ejemplo de esto es la obra "Queda el viento", obra en la que Canelo explora la violencia que ha sufrido la Ciudad de México en todos los tiempos.
Flores Canelo era un promotor de lo mexicano, sin la intención de vender su ideología como la única, su legado coreográfico aborda temas de la cotidianidad mexicana con un gran sentido del humor: ''El corrido del güero Velázquez, Ciclo Adán y Eva, Pastorela, La anunciación, La balada de los amantes, Luzbel, Ronda, El Tramoyista, La Espera, Presagio, Queda el viento, Jaculatoria, Poeta, Ofrenda a López Velarde, El bailarín, El Hombre y la Danza, etcétera, son algunas de las aproximadamente treinta obras que montó.
Con Ballet Independiente, Flores Canelo buscaba la autenticidad de un arte que parte de su contexto:”partiendo de lo que es uno mismo ubicado en un lugar y en una época específica. No somos "nacionalistas" en el sentido folclorista, pintoresco y superficial de término. Tampoco somos nacionalistas, independientes del resto del mundo; los temas e ideas universales son parte de nuestro patrimonio, solo que para ser honestos, no podemos abordarlos de otra manera que no sea desde esta: nuestra muy particular perspectiva.